# Theodor Wisch
Theodor "Teddy" Wisch (* 13. Dezember 1907 in Wesselburenerkoog; † 11. Januar 1995 in Norderstedt in Schleswig-Holstein) war SS-Brigadeführer und Generalmajor der Waffen-SS.

## Leben
Er wurde als Sohn eines Bauern geboren und absolvierte ein Studium zum Diplom-Landwirt. 1930 trat er der SS (Mitgliedsnummer 4.759) und der NSDAP (Mitgliedsnummer 369.050) bei. Hier gehörte er zunächst dem 1. Sturmbann der 53. SS-Standarte „Dithmarschen“ an. Von dort wechselte er bei gleichzeitiger Beförderung zum SS-Oberscharführer, zum SS-Sonderkommando „Berlin“, aus dem später die Leibstandarte SS Adolf Hitler („LSSAH“) entwickelt werden sollte. Am 28. Juli 1933 wurde er zum SS-Untersturmführer (entsprach einem Leutnant) befördert.
Als SS-Hauptsturmführer und Chef der 1./„LSSAH“ nahm er am Überfall auf Polen teil, nach dessen Ende er am 30. Januar 1940 zum SS-Sturmbannführer befördert wurde. Als Kommandeur des II. Bataillons des Infanterie-Regiments „LSSAH“ nahm er am Westfeldzug und an den Kämpfen auf dem Balkan teil. Ab Juni 1941 kämpfte er in Russland, wo er im Sommer 1941 ein eingeschlossenes Kradschützenbataillon entsetzen konnte. Hierfür erhielt er am 15. September 1941 das Ritterkreuz des Eisernen Kreuzes. Im Herbst 1942 wurde er Kommandeur des 2. SS-Panzergrenadier-Regiments und am 30. Januar 1943 zum SS-Standartenführer befördert. Für persönliche Tapferkeit bei den Kämpfen um Charkow wurde er am 25. Februar 1943 mit dem Deutschen Kreuz in Gold ausgezeichnet. Am 1. Juli 1943 zum SS-Oberführer befördert, wurde er Ende Juli 1943 Kommandeur der 1. SS-Panzer-Division „LSSAH“. Im September 1943 ermordeten Angehörige der 1. SS-Panzer-Division Leibstandarte SS Adolf Hitler beim Massaker vom Lago Maggiore 50 Juden. Bei den Kämpfen im Winter 1943/44 bei Schitomir, Korosten und Berditschew erlitt die Division hohe Verluste, konnte jedoch einige Verteidigungserfolge erringen, wofür Wisch am 12. Februar 1944 als SS-Brigadeführer und Generalmajor der Waffen-SS mit dem Eichenlaub zum Ritterkreuz des Eisernen Kreuzes ausgezeichnet wurde. Nach der Einkesselung der Division mit der 1. Panzerarmee bei Tscherkassy durch die Korsun-Schewtschenkowsker Operation der Roten Armee wurde in Frankreich die Division neu aufgestellt und ab Juni 1944 an der französischen Invasionsfront eingesetzt. Im Kessel von Falaise wurde Wisch an beiden Beinen verwundet und musste das Kommando über die Division abgeben. Am 30. August 1944 wurde er für seine Führungsleistungen mit den Schwertern zum Ritterkreuz des Eisernen Kreuzes mit Eichenlaub ausgezeichnet. Bis Kriegsende lag er in einem Lazarett, kam dann in britische Kriegsgefangenschaft und wurde 1948 entlassen.

## Auszeichnungen
- Medaille zur Erinnerung an den 13. März 1938
- Medaille zur Erinnerung an den 1. Oktober 1938 mit Spange „Prager Burg“
- SS-Dienstauszeichnung
- Reichssportabzeichen in Bronze
- Ehrendegen des Reichsführers SS
- Totenkopfring der SS
- Eisernes Kreuz (1939) II. und I. Klasse
- Medaille Winterschlacht im Osten 1941/42
- Verwundetenabzeichen (1939) in Gold
- Ritterkreuz des Eisernen Kreuzes mit Eichenlaub und Schwertern[1]
  - Ritterkreuz am 15. September 1941
  - Eichenlaub am 12. Februar 1944 (393. Verleihung)
  - Schwerter am 30. August 1944 (94. Verleihung)
- Deutsches Kreuz in Gold am 25. Februar 1943[1]
- Offizierskreuz des Ordens der Krone von Rumänien mit Schwertern
- Infanteriesturmabzeichen
- Nennung im Wehrmachtbericht am 31. Dezember 1944